# Fort Point (Boston)

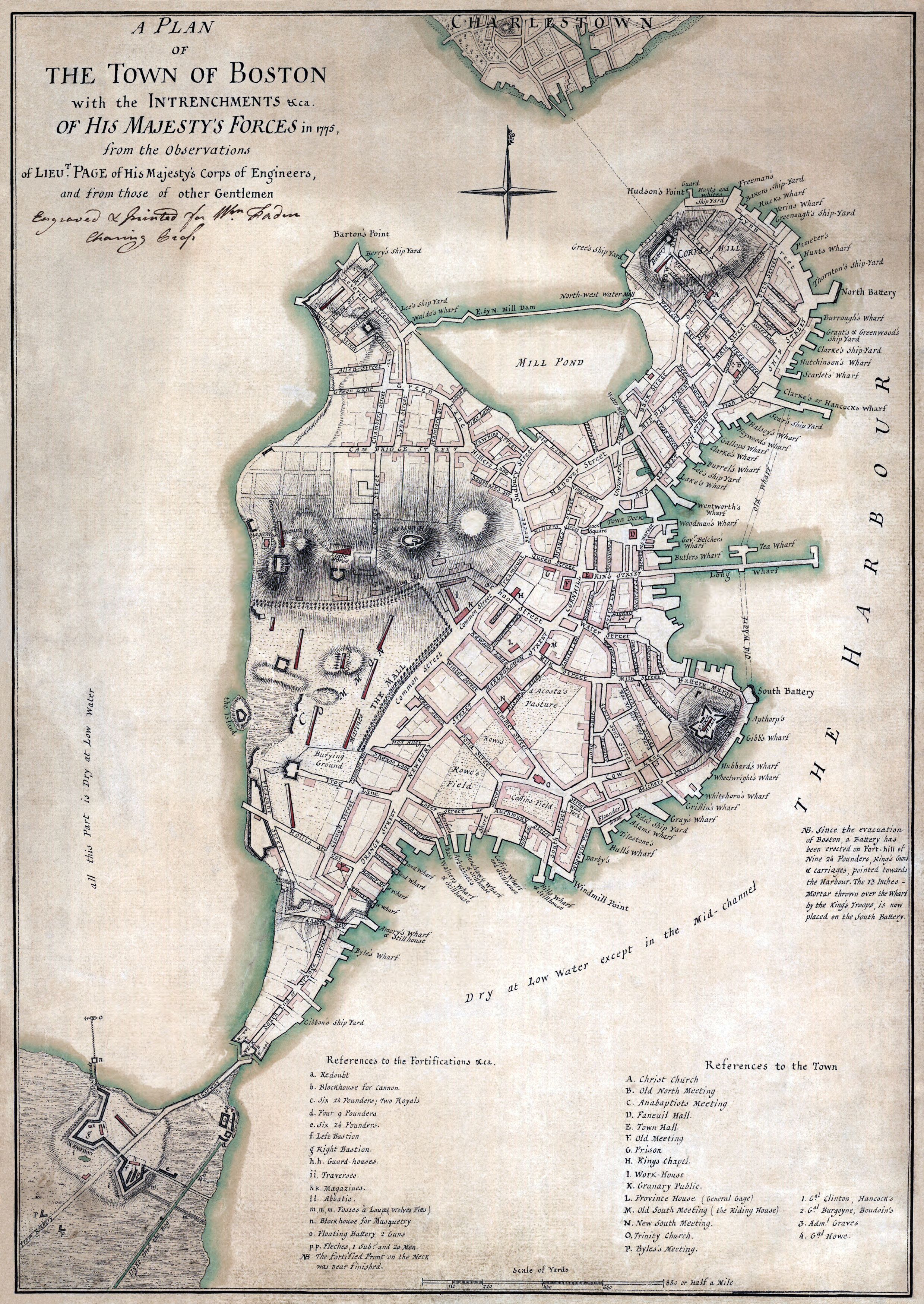
Diese britische Karte aus dem Jahr 1775 British zeigt Fort Hill mittig rechts.

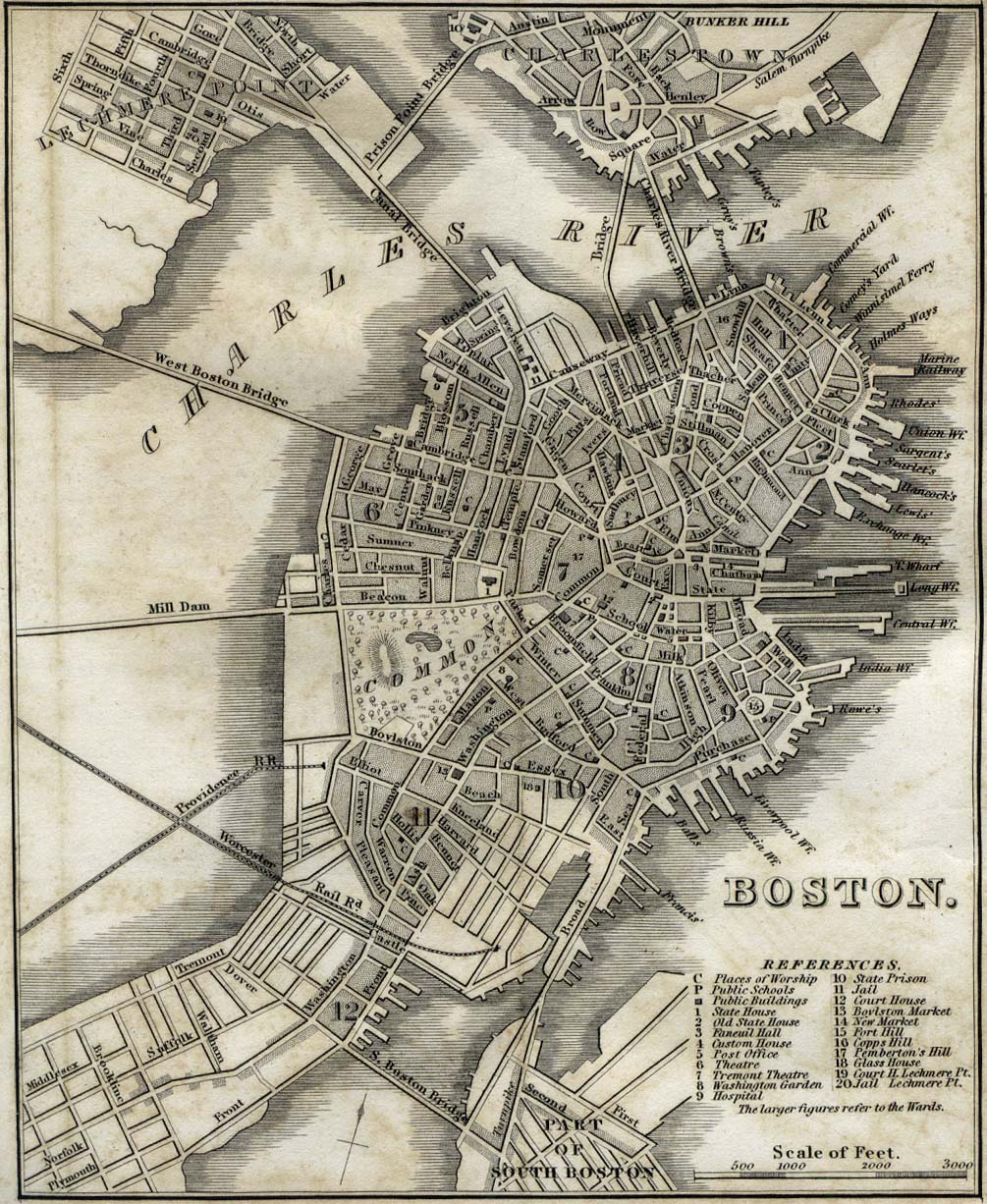
Auf dieser Karte aus dem Jahr 1842 befindet sich Fort Hill bei Position Nr. 15, südöstlich des Stadtzentrums.

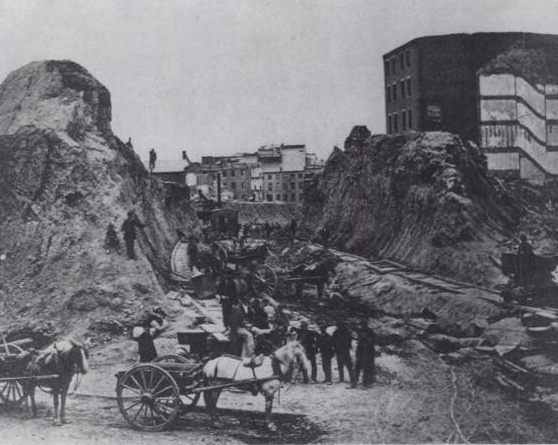
Der Abriss von Fort Hill, Boston 1869.

Fort Point ist ein Stadtteil (Neighborhood) von Boston im Bundesstaat Massachusetts der Vereinigten Staaten. Der Distrikt wurde nach der Befestigung Fort Hill benannt, die zu Kolonialzeiten zur Sicherung der Stadt genutzt wurde.

## Geschichte
Das Fort Hill befand sich in der Nähe der heutigen Kreuzung der Straßen Oliver und High. Mindestens bis zum Jahr 1675 (vgl. Karte) ragte der Hügel in den Atlantik hinein, woher die englische Bezeichnung „Point“ stammt. Seine Höhe und die Nähe zum Meer machten den Hügel zu einem bevorzugten Ort für die Errichtung von Verteidigungsanlagen und  insbesondere für die Aufstellung von Defensiv-Kanonen. 
Zwischen 1866 und 1872 war die Stadt Boston bestrebt, mehr Land für Gewerbegebiete zu gewinnen. Ein Projekt sah vor, den Hügel abzutragen, die Straßen zu verbreitern und alle Gebäude aufzustocken.
Heute ist das Gebiet flach und wird zum größten Teil von den Bürotürmen des One International Place belegt. Durch Landaufschüttung konnte die Küstenlinie weiter nach außen verschoben werden, so dass der Standort des alten Forts heute nicht mehr direkt an der Küste des Boston Harbor liegt.

## Fort Point heute
Die Grenzen des heutigen Stadtteils Fort Point sind nicht klar definiert. An seiner breitesten Stelle umfasst der Stadtteil einige Blocks auf beiden Seiten des Fort Point Channel, der aufgrund der Landaufschüttungen heute wesentlich schmaler ist als zur Kolonialzeit. Die Fort Point Arts Community befindet sich auf der gegenüberliegenden Seite des Kanals. Dieser Bereich wird auch als South Boston Waterfront bzw. Seaport District bezeichnet. Einige Immobilienmakler führen Gebäude unter Fort Points, die sich östlich des Kanals und westlich des Boston Convention and Exhibition Center sowie des Seaport Hotel and Seaport World Trade Center befinden. Südlich davon beginnt der Stadtteil South Boston. Die Boston Redevelopment Authority beschreibt die Ausdehnung von Fort Point als „ein Gebiet von etwa 100 Acres (0,4 km²) innerhalb von South Boston, das im Westen vom Fort Point Channel, im Norden durch die Summer Street, im Osten durch die Bypass Road und im Süden durch die 2nd Street definiert wird.“
Auf der über den Kanal führenden Summer Street Bridge begrüßt ein Schild ostwärts fahrende Besucher in South Boston und westwärts fahrende in Fort Point. Das Versandzentrum des USPS befindet sich zwischen dem Kanal und der Boston South Station. Im Nordwesten befindet sich der Stadtteil Chinatown, und auf der Ostseite des Kanals überschneidet sich Fort Point mit dem Financial District.
Im Jahr 2001 wurde bei der Boston Landmarks Commission beantragt, Fort Point als Landmarke einzutragen. 2007 wurden dann erste Richtlinien entworfen, und im Dezember 2008 sprach sich der Bürgermeister Thomas Menino gemeinsam mit der Kommission dafür aus, diese Richtlinien zu akzeptieren. Am 28. Januar 2009 wurden sie vom Boston City Council offiziell anerkannt, wodurch Fort Point offiziell zu einer eingetragenen Landmarke wurde.

## Rezeption
Der Stadtteil wurde im Jahr 2006 im Film Departed – Unter Feinden von Martin Scorsese als Drehort genutzt. Eine Allee zwischen dem Thompson Place und der Farnsworth Street diente als Standort für die im Film genutzte fiktionale Adresse „344 Wash“. Außerdem wurden einige Stadtansichten der Innenstadt von den Dächern in Fort Point aus gedreht.